# 우카얄리물쥐
우카얄리물쥐(Amphinectomys savamis)는 비단털쥐과 목화쥐아과에 속하는 설치류의 일종이다. 페루 아마존 지역에서 발견된다. 쌀쥐족의 우카얄리물쥐속(Amphinectomys)에 속하는 유일종이다. 남아메리카물쥐속(Nectomys)의 종들과 유사하지만, 발견자들은 우카얄리물쥐가 별도의 속이 될 정도로 충분한 차이(손가락 사이의 더 넓은 물갈퀴와 특히 더 넓은 안와 사이)가 있는 것으로 간주하였다.

## 계통 분류
다음은 2006년 웩슬러 등(Weksler_et_al..)의 연구에 기초한 계통 분류이다.

|  | 우카얄리물쥐속, 맥코넬쌀쥐속, 핸들리쥐속, 큰머리쌀쥐속, 해먼드쌀쥐속, 톰스쌀쥐속, 나무쌀쥐속, 안데스횡단쌀쥐속 |
|  | |
|  | \| \| 작은쌀쥐속, 거친털쥐속, 피그미쌀쥐속, 페루쌀쥐속 \| \| \| \| \| \| 해안쌀쥐속, 세하두쌀쥐속, 흰반점산악쥐속, 회색쌀쥐속, 습지쥐속, 큰습지쥐속, 검은쌀쥐속, 남아메리카물쥐속, 갈라파고스쌀쥐속, 쌀쥐속, 브라질가짜쌀쥐속, 쌀물쥐속, 파라과이쌀쥐속 \| \| \| \| |
|  | |
|  | 작은쌀쥐속, 거친털쥐속, 피그미쌀쥐속, 페루쌀쥐속 |
|  | |
|  | 해안쌀쥐속, 세하두쌀쥐속, 흰반점산악쥐속, 회색쌀쥐속, 습지쥐속, 큰습지쥐속, 검은쌀쥐속, 남아메리카물쥐속, 갈라파고스쌀쥐속, 쌀쥐속, 브라질가짜쌀쥐속, 쌀물쥐속, 파라과이쌀쥐속                                                                                      |
|  | |

|  | 작은쌀쥐속, 거친털쥐속, 피그미쌀쥐속, 페루쌀쥐속 |
|  | |
|  | 해안쌀쥐속, 세하두쌀쥐속, 흰반점산악쥐속, 회색쌀쥐속, 습지쥐속, 큰습지쥐속, 검은쌀쥐속, 남아메리카물쥐속, 갈라파고스쌀쥐속, 쌀쥐속, 브라질가짜쌀쥐속, 쌀물쥐속, 파라과이쌀쥐속 |
|  | |

|  | 우카얄리물쥐속, 맥코넬쌀쥐속, 핸들리쥐속, 큰머리쌀쥐속, 해먼드쌀쥐속, 톰스쌀쥐속, 나무쌀쥐속, 안데스횡단쌀쥐속 |
|  | |
|  | \| \| 작은쌀쥐속, 거친털쥐속, 피그미쌀쥐속, 페루쌀쥐속 \| \| \| \| \| \| 해안쌀쥐속, 세하두쌀쥐속, 흰반점산악쥐속, 회색쌀쥐속, 습지쥐속, 큰습지쥐속, 검은쌀쥐속, 남아메리카물쥐속, 갈라파고스쌀쥐속, 쌀쥐속, 브라질가짜쌀쥐속, 쌀물쥐속, 파라과이쌀쥐속 \| \| \| \| |
|  | |
|  | 작은쌀쥐속, 거친털쥐속, 피그미쌀쥐속, 페루쌀쥐속 |
|  | |
|  | 해안쌀쥐속, 세하두쌀쥐속, 흰반점산악쥐속, 회색쌀쥐속, 습지쥐속, 큰습지쥐속, 검은쌀쥐속, 남아메리카물쥐속, 갈라파고스쌀쥐속, 쌀쥐속, 브라질가짜쌀쥐속, 쌀물쥐속, 파라과이쌀쥐속                                                                                      |
|  | |

|  | 작은쌀쥐속, 거친털쥐속, 피그미쌀쥐속, 페루쌀쥐속 |
|  | |
|  | 해안쌀쥐속, 세하두쌀쥐속, 흰반점산악쥐속, 회색쌀쥐속, 습지쥐속, 큰습지쥐속, 검은쌀쥐속, 남아메리카물쥐속, 갈라파고스쌀쥐속, 쌀쥐속, 브라질가짜쌀쥐속, 쌀물쥐속, 파라과이쌀쥐속 |
|  | |